# Língua de integração
Língua de integração é uma língua não materna que pode assumir a perspectiva de língua de mediação intercultural, diante de um contexto migratório, ou de língua que se aproxima de outra, com fins políticos, para desenhar um espaço.

## Mediação intercultural
Reflexionar sobre o conceito de língua de integração demanda, sob o ângulo da mediação intercultural, voltar-se para a concepção de língua como mediadora das relações sociais e, em especial, perante às relações interculturais, mediante as constantes migrações que se estabelecem de forma trivial, tanto na conjuntura social contemporânea, quanto na mais remota.  
Em meio à diversidade cultural conferida a múltiplos países, como o Brasil, por exemplo, surge a necessidade de administrar essas diferenças étnicas e culturais diante do aspecto de combater as desigualdades e ensejar a integração dos imigrantes para com a sociedade, bem como a promoção de um lugar comum, de pertencimento e, portanto, de integração efetiva entre os mesmos. 
Desse modo, essa concepção de língua de integração como fonte de mediação intercultural associa-se diretamente à aproximação afetiva e, por consequência, também acolhedora, que ocorre de modo quase natural, a partir da qual se concebe um espaço de diálogo, contemplando, assim, o que o termo “integração”, originado etimologicamente do latim integrare, significa: “tornar inteiro, fazer um só”. 
Pode-se perceber, na prática, como acontece o aprendizado de uma língua de integração, consoante Rocha (2014), nas escolas que asseguraram o ensino do Português, por meio de atividades curriculares específicas, apoiadas no Decreto-Lei 6/2001 e no Despacho Normativo nº 30, de 2007, como língua não materna em Portugal, diante das quais atenta-se para um ensino multicultural, intercultural e plurilíngue, explicitando, assim, essa viabilidade de diálogo social que a língua de integração propõe, na qual, ainda de acordo com Rocha (2014),  o imigrante, fundamentado nos conhecimentos linguísticos e culturais de ambas as línguas estabelecerá relações, desenvolverá seu aspecto intercultural e dará continuidade ao seu processo constitutivo identitário. 

## Política de integração
No contexto da aproximação entre os países, sobretudo dos países adjacentes e que não compartilham do mesmo idioma, surgem as políticas de integração em nome do estreitamento dos laços entre as nações, principalmente considerando a aproximação econômica.
Essas políticas de integração realizam-se através de mecanismos operantes nas esferas política, cultural e econômica e visam efetivar a aproximação entre as diferenças culturais. Nessa circunstância, a língua surge como uma ferramenta capaz de promover essa associação, uma vez que ela  deixa de ser visualizada como obstáculo a ser superado.  
- Mercosul e língua de integração

Bandeira do Mercosul

O Mercosul (Mercado Comum do Sul) é uma organização governamental internacional fundada em 1991, assumindo como integrantes plenos Argentina, Brasil, Paraguai, Uruguai e Venezuela (a partir de 2012). Tal organização foi gerada com o intuito de atender às necessidades econômicas e políticas, favorecendo a livre movimentação de bens, serviços e capitais entre os países do Hemisfério Sul correspondentes.
Tendo em vista a diversidade linguística entre as nações membros – sendo o Brasil o único país das repúblicas do Sul que tem o português como língua oficial –  como um dos empecilhos de intercâmbio, foi formulado, juntamente com o bloco econômico, o Tratado de Assunção que possui, como um dos muitos princípios norteadores, o ensino das línguas espanhola e portuguesa como processo de desenvolvimento e manutenção de um relacionamento coeso e sintônico, considerando a expansão sócio-político-cultural da América do Sul devido à contiguidade linguística e geográfica entre os países envolvidos. No entanto, tais termos foram oficializados com o Protocolo de Ouro Preto (17/12/94), no qual se definiram as características institucionais do bloco.
Apesar de na prática, a integração política e linguística não serem de fato desempenhadas com o afinco ensejado, é válido ressaltar que, em função da organização, o diálogo entre essas duas línguas, predominantes na parte sul do continente, tem sido cada vez mais substancial.
- Ensino do Espanhol no Brasil

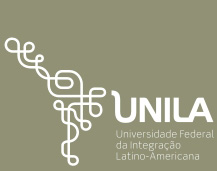
Logo da UNILA

Considerando o contexto de ensino de línguas no Brasil, é possível perceber o ensino contínuo do espanhol em terras brasileiras. Contudo, esse ensino era notado apenas nas universidades e em institutos de educação superior ou cursos de extensão, nos quais a precariedade dos estudos acerca da língua hispânica e sua literatura ainda eram bastante evidentes. Após 1996, conquanto, a legislação brasileira, no que diz respeito ao sistema educativo, regulamentou a inserção de uma língua estrangeira de caráter obrigatório e o idioma espanhol é o que tem, nos últimos anos, recebido maior destaque no país. A iniciativa de gerar uma integração linguística entre essas nações emanou do Brasil e motivou também outros países, como Argentina e Uruguai, que determinaram o português como idioma de oferta obrigatória nas escolas secundárias, posto que a lei 25.181, sancionada em 2008, prevê a inclusão dessa língua no currículo escolar nos educandários fronteiriços a partir do primário.
Segundo Gusmão (2015), a consolidação do português nessas repúblicas impactou diretamente no fortalecimento do ensino do espanhol no Brasil e essas medidas contribuíram para a abertura de vagas nos cursos de licenciatura nas Universidades e a expansão do consumo de materiais didáticos que acoplem tal língua, além da criação da Universidade Federal da Integração Latino-Americana (UNILA),em 2010, que como o próprio nome ressalva, busca promover uma permuta cultural, social e linguística entre os países latino-americanos.